# Amazon HQ2

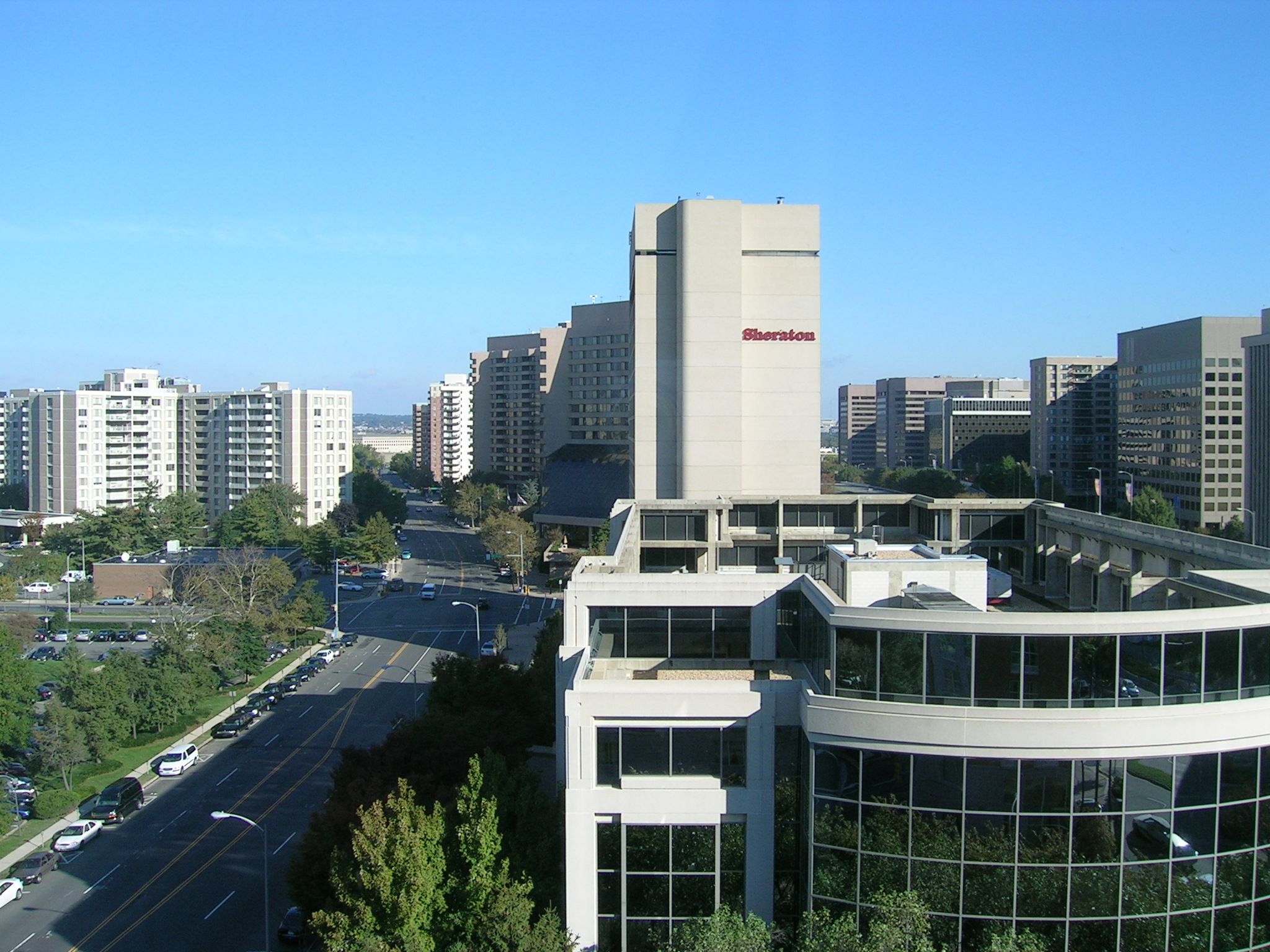
Área de Crystal City no condado de Arlington, Virgínia, em 2005

Amazon HQ2 é a sede corporativa da Amazon, localizada em Crystal City, Arlington, Virginia e é uma expansão da sede da empresa em Seattle, Washington.
O HQ2 foi anunciado em setembro de 2017, quando a Amazon apresentou pedido de propostas a governos e organizações de desenvolvimento econômico solicitando incentivos fiscais e outros incentivos para atrair a empresa. A Amazon afirmou que pretendia gastar 05 (cinco) bilhões de dólares na construção e, que o HQ2 abrigaria 50.000 (cinquenta mil) trabalhadores quando concluído. Mais de 200 (duzentas) cidades no Canadá, México e Estados Unidos eventualmente ofereceram incentivos fiscais, aprovações de construção aceleradas, promessas de melhorias na infraestrutura, novos programas de redução da criminalidade e outros incentivos. Em 18 de janeiro de 2018, uma lista de 20 (vinte) finalistas foi anunciada, após a qual as localidades candidatas continuaram a detalhar ou expandir seus pacotes de incentivos.
Em 13 de novembro de 2018, a Amazon anunciou que o HQ2 seria dividido em dois locais com 25.000 (vinte e cinco mil) trabalhadores em cada um: National Landing em Condado de Arlington, Virgínia e, Long Island City, Queens, Nova Iorque. A Virgínia forneceria 573 milhões de dólares em incentivos fiscais, 23 milhões em dinheiro e outros incentivos. Nova Iorque planejava dar à Amazon incentivos fiscais de pelo menos 1.525 bilhão de dólares, concessões em dinheiro de 325 milhões de dólares e, outros incentivos. Em fevereiro de 2019, a Amazon cancelou a localização em Nova Iorque após forte oposição de organizadores locais, residentes e políticos. O projeto atraiu críticas em várias cidades como um exemplo de bem-estar corporativo.
Apesar do cancelamento da localização em Long Island City, em dezembro de 2019, a Amazon anunciou que havia assinado um novo contrato de locação de 31.100 m 2 (trinta e um mil e cem metros quadrados) de espaço no bairro de Hudson Yards para acomodar 1.500 funcionários. A empresa já tinha 3.500 funcionários de tecnologia na área da cidade de Nova Iorque.